# Mémoire à changement de phase
La mémoire à changement de phase, ou PCM pour phase change memory, ou encore PRAM pour Phase-Change RAM, est un type de mémoire non volatile qui s'appuie sur la transition de phase de certains matériaux pour le stockage d'information, à l'instar des disques optiques réinscriptibles. Elle est présentée comme mémoire universelle car elle combine la vitesse et l’endurance de la mémoire vive (RAM) et la non-volatilité et le faible coût de la mémoire flash.
Les premières PRAM ont été mises en vente en 2012 par Samsung.

## Historique
À la fin des années 1960, les travaux menés par Stanford R. Ovshinsky aux laboratoires Energy Conversion Devices (en) conduisent à la découverte d'une transition de phase rapide et réversible de différents types de matériau semi-conducteur effectuée avec un courant électrique.

## Description
La PCM utilise la propriété des matériaux à changement de phase, tel que le verre de chalcogénure, qui peut basculer d'une phase cristalline à une phase amorphe sous l'effet de la chaleur. La lecture de l'information repose sur l'exploitation du contraste entre les propriétés des deux phases : alors que les disques optiques réinscriptibles (CD-RW, DVD-RW) utilisent l'indice de réfraction de la lumière, les PCM utilisent la résistivité électrique. La phase amorphe a une plus grande résistance électrique que celle cristalline, ce qui peut être interprété par un 0 ou 1 en binaire. L'écriture se fait en chauffant le matériau pour le rendre dans l'une des deux phases, en exploitant l'effet Joule pour la PCM ou par laser pour les disques réinscriptibles.

## Contraintes techniques
Les chercheurs espèrent que ce type de mémoire remplacera un jour la mémoire flash, mais 3 obstacles ont été mis en évidence: le premier est la hausse non maîtrisée du courant nécessaire à une écriture mémoire avec l'augmentation de la finesse de gravure ; le second est la sensibilité des cellules de PRAM à la chaleur ; le troisième est une augmentation du bruit électronique (de type bruit télégraphique) dans les cellules lié à la diminution de leur taille.